# Parc provincial Tidnish Dock
Le parc provincial Tidnish Dock (anglais : Tidnish Dock Provincial Park) est un parc provincial de la Nouvelle-Écosse situé dans le Cumberland. Ce parc de 9 ha a pour mission de protéger les restes du terminus oriental du Chignecto Ship Railway (en) un projet de plan incliné (en) de 28 km qui était supposé traverser l'isthme de Chignectou. Le parc provincial a été créé en 1982. En 1985, il a été reconnu comme bien patrimonial par la provincial de la Nouvelle-Écosse.